# Salisbury, Vermont
Salisbury är en kommun (town) i Addison County i delstaten Vermont i USA. Vid folkräkningen år 2000 bodde 1 090 personer på orten. Den har enligt United States Census Bureau en area på totalt 78,1 km², varav 2,5 km² är vatten.  